# 팔리성전협회
팔리성전협회(The Pali Text Society, 약칭 PTS)는 1881년 리스 데이비스(Rhys Davids)가 창립한 단체로, 팔리어 성전 보급과 영어 번역 활동을 하고 있다.
특히 팔리성전협회에서 출간한 로마자화한 팔리어 성전은 PTS본(또는 PTS판)이라 불리며, 팔리어 성전 연구의 기준이 되었다. 이 협회는 팔리 대장경과 주석서의 번역 이외에 《팔리어-영어사전》《영어-팔리어사전》 《팔리어 용어색인》 《팔리어 입문》 등 부수적인 문헌들도 다수 펴냈다.

## 역사
영국 식민지였던 실론(현재의 스리랑카)에서 공무원으로 근무하던 리스 데이비스가 팔리어 성전의 중요성을 발견하고 귀국 후 협회를 창설하였다.

## 역대 회장
- 1881~1922년 리스 데이비스(Thomas William Rhys Davids)
- 1922~1942년 캐롤라인 리스 데이비스(Caroline Augusta Foley Rhys Davids) — 리스 데이비스의 부인
- 1942~1950년 로우즈(William Henry Denham Rouse)
- 1950~1958년 스테데(William Stede)
- 1959~1981년 Isaline Blew Horner, OBE
- 1981~1994년 Kenneth Roy Norman, FBA
- 1994~2002년 곰브리치(Richard Francis Gombrich)
- 2002~2003년 Lance Selwyn Cousins
- 2003년~ Rupert Mark Lovell Gethin

## 한국팔리성전협회
팔리성전협회의 자매단체로, 철학박사 전재성의 주도로 1997년 광주에서 창립되었다.(1999년 서울로 옮김)